# Tip (biologie)

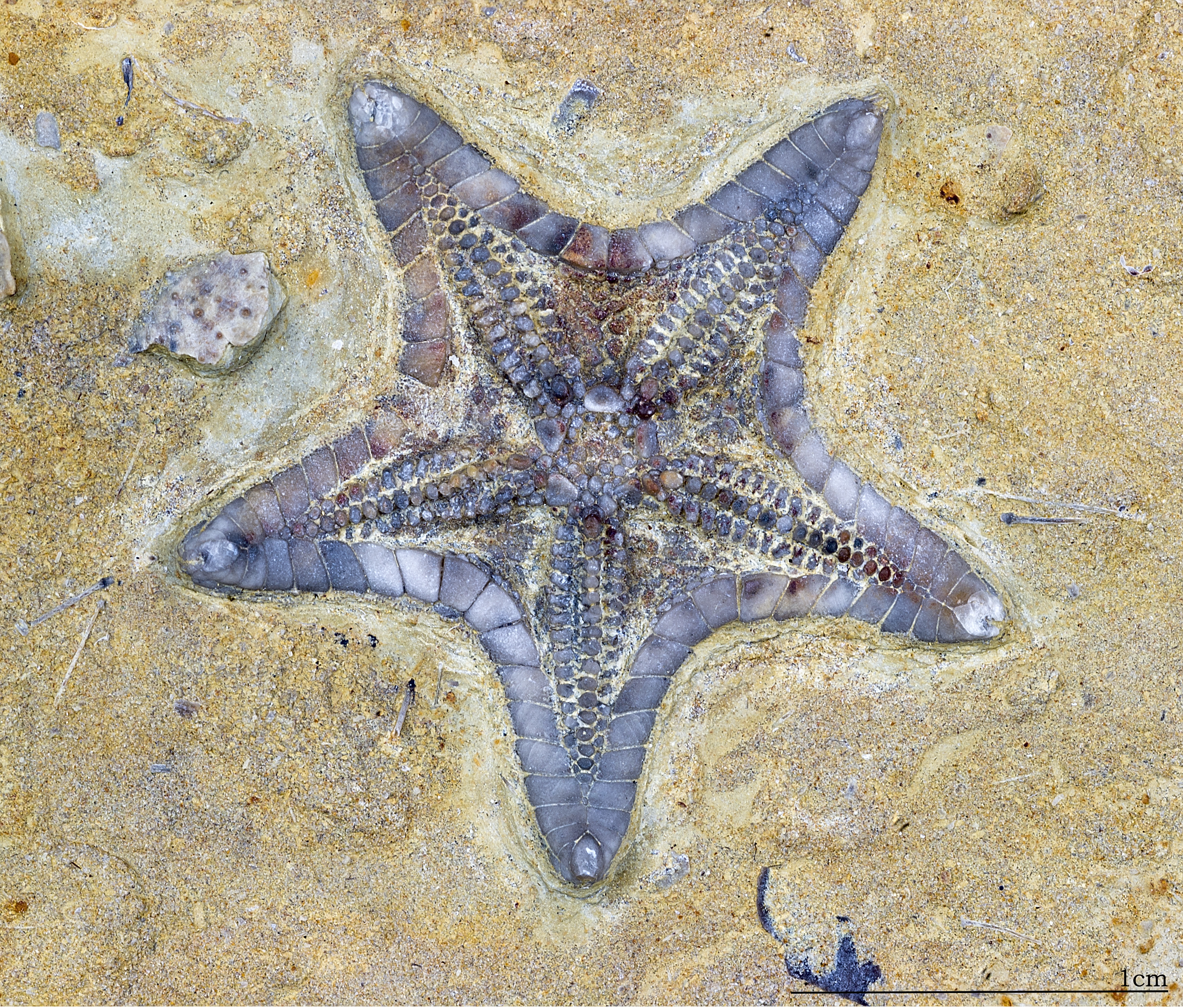
Specimen de tip pentru "Marocaster coronatus"- Muséum de Toulouse

În ceea ce privește biologia, un tip este un particular specimen (sau, în unele cazuri, un grup de specimene) al unui organism la care denumirea științifică a acestui organism este atașată în mod oficial. Cu alte cuvinte, un tip este un exemplu care servește la ancorarea sau centralizarea caracteristicilor definitorii ale acelui taxon. În utilizarea mai veche (pre-1900 în botanică), un tip a fost un taxon, mai degrabă decât un specimen.
Un taxon este o grupare științifică de organisme cu alte organisme asemănătoare, un set care include unele organisme și le exclude pe altele, pe baza unei descrieri detaliate publicate (de exemplu, o descriere a speciei) și pe furnizarea de material de tip, care este de obicei disponibil oamenilor de știință pentru examinare într-o colecție majoră de cercetare muzeală,  sau o instituție similară.